# Ascosorus
Ascosorus — рід грибів. Назва вперше опублікована 1900 року.

## Класифікація
До роду Ascosorus відносять 1 вид:
- Ascosorus floridanus